# Décoration honorifique
Pour les articles homonymes, voir Décoration.
Une décoration est une distinction honorifique remise par un État à une personne physique ou morale (par exemple une ville, une unité militaire, un navire, un établissement d'enseignement) en reconnaissance d'un service civil ou militaire. La décoration se marque physiquement par le port d'un insigne métallique (souvent une médaille ou une croix) appendu à un ruban.

## Sortes de décorations
On distingue trois sortes de médailles : officielles militaires, officielles civiles et autres.
Elles récompensent un acte ou une situation exceptionnelle, une longue période de service (comme la médaille du travail : argent pour 20 ans de service, vermeil pour 30 ans, or pour 35 ans et grand-or pour 40 ans), la participation à une campagne ou toutes sortes de services rendus à un État, à un souverain, à une institution ou un organisme.
La médaille est le plus souvent une décoration officielle obtenue à titre personnel (acte de sauvetage ou de bravoure) ou collectif (ensemble des participants à une expédition militaire). Si elles sont officielles (remises au nom d'un État ou reconnues par un État), elles peuvent être portées en boutonnière par le bénéficiaire sur le veston, l'habit ou l'uniforme sous forme d'un simple ruban, en réduction ou sous sa forme dite d'ordonnance (taille à sa création) suivant le cas (le récipiendaire doit en requérir le droit de port pour les médailles étrangères, auprès du ministère ad hoc).
Des médailles (d'or, d'argent ou de bronze) sont remises aux vainqueurs de compétitions sportives et à leurs suivants (deuxième, troisième ...). Bien que reconnues comme officielles, elles ne sont pas autorisées de port en public sous forme de ruban de boutonnière ou de poitrine sur les vêtements civils ou militaires.
Nul ne peut arborer un ordre, ou une médaille sans qu'il n'en ait reçu le diplôme et l'autorisation de son gouvernement pour les ordres étrangers. Le port illicite de décoration est partout puni par la loi.
L'étude des ordres de chevalerie et de mérite, des décorations, des médailles (officielles ou non) militaires ou civiles, et leur collection, est appelée phaléristique.

## Décorations officielles

### Médaille interalliée 1914-1918 de la victoire
| - Belgique - Brésil - Cuba - États-Unis - France - Grande-Bretagne - Grèce | - Italie - Japon - Pologne - Portugal - Roumanie - Siam (Thaïlande) - Tchécoslovaquie |

### Décorations militaires américaines
- Medal of Honor
- Air Force Cross
- Distinguished service Cross
- Navy Cross
- Defense Distinguished Service Medal
- Distinguished Service Medal
- Distinguished Unit Citation (Presidential Unit Citation depuis le 10 janvier 1957)
- Silver Star
- Defense Superior Service Medal
- Legion of Merit
- Distinguished Flying Cross
- Navy/Marine Corps Medal
- Bronze Star Medal
- Purple Heart
- Defense Meritorious Service Medal
- Meritorious Service Medal
- Air Medal
- Joint Service Commendation Medal
- Navy/Marine Corps Commendation Medal
- Army Commendation Medal
- Joint Service Achievement Medal
- Navy/Marine Corps Achievement Medal
- Combat Action Ribbon
- Joint Meritorious Unit Award
- Presidential Unit Citation
- Navy Unit Commendation
- Meritorious Unit Commendation
- Battle E Ribbon
- Prisoner of War Medal
- Good Conduct Medal
- Naval Reserve Meritorius Service Medal
- Fleet Marine Force Ribbon
- Navy Expeditionary Medal

### Médailles civiles américaines
- Médaille d'or du Congrès

### Décorations belges

#### Première Guerre mondiale
- Ordre de Léopold avec glaives croisés pour la Première Guerre mondiale
- Ordre de la Couronne avec glaives croisés
- Ordre de Léopold II avec glaives croisés
- Croix de guerre belge 1914-1918
- Croix de l'Yser (remplace la Médaille de l'Yser)
- Croix du Feu
- Médaille belge commémorative de la guerre 1914-1918
- Médaille commémorative coloniale 1914-1918
- Médaille du combattant volontaire 1914-1918
- Médaille du Volontaire de Guerre 1914-1918
- Médaille du Volontaire de Guerre Combattant 1914-1918
- Médaille de la Victoire version belge
- Médaille de Liège 1914
- Décoration civique 1914-1918
- Croix des déportés
- Médaille du prisonnier politique 1914-1918
- Décoration maritime de guerre 1914-1918
- Médaille de la Restauration Nationale
- Médaille commémorative du Comité National
- Médaille du roi Albert
- Médaille de la reine Élisabeth

#### Seconde Guerre mondiale
- Ordre de Léopold avec glaives croisés pour la Seconde Guerre mondiale
- Ordre de la Couronne avec glaives croisés
- Ordre de Léopold II avec glaives croisés
- Croix de Guerre 1940-1945
- Médaille de la Résistance 1940-1945
- Croix du Prisonnier Politique 1940-1945
- Décoration Civile 1940-1945
- Croix des Évadés 1940-1945
- Médaille de la Reconnaissance Belge 1940-1945
- Médaille du Volontaire de Guerre 1940-1945
- Médaille du Volontaire de Guerre Combattant 1940-1945
- Médaille Commémorative de la Guerre 1940-1945
- Médaille des Prisonniers de Guerre 1940-1945
- Médaille Maritime 1940-1945
- Médaille Commémorative de la Campagne d'Abyssinie
- Médaille de la Guerre Africaine 1940-1945
- Médaille de la Résistance Civile
- Médaille des Réfractaires
- Médaille des Déportés
- Médaille de l'Effort de Guerre Colonial 1940-1945
- Médaille du Combattant Militaire de la Guerre 1940-1945
- Médaille des Résistants aux Nazisme dans les Territoires Annexés
- Croix d'Honneur de la Croix Rouge de Belgique 1940-1945
- Palmes de Bronze de la Croix Rouge de Belgique 1940-1945
- Médaille des Centres de Recrutement de l'Armée belge

#### Autres
- Croix de Guerre (1954)
- Croix Militaire
- Décoration Militaire
- Médaille commémorative des théâtres d'opérations extérieurs, avec agrafe "Corée-Korea"
- Médaille du volontaire de guerre Corée
- Médaille du volontaire de guerre combattant Corée
- Croix d'honneur pour service militaire à l'étranger
- Médaille commémorative pour missions ou opérations à l'étranger
- Médaille commémorative des opérations humanitaires armées
- Médaille du mérite militaire
- Médaille pour services rendus

### Décorations britanniques
- Victoria Cross
- George Cross
- Distinguished service Cross
- Military Cross
- Distinguished Flying Cross
- Navy Cross
- Distinguished Conduct Medal (DCM)
- Conspicuous Gallantry Medal (CGM)
- George Medal (GM)
- Distinguished Service Medal (DSM)
- Military Medal (MM)
- Distinguished Flying Medal (DFM)
- Air Force Medal (AFM)
- Queen's Gallantry Medal (QGM)
- Royal Victorian Medal (RVM)
- British Empire Medal (BEM)
- Dickin Medal
- Distinguished Service Order
- Ordre de St Michel et St Georges
- Ordre du Bain
- Médaille linnéenne

### Décorations canadiennes
- Croix de la Vaillance
- Croix de Victoria
- Décoration des Forces canadiennes
- Décoration d'efficacité du Canada
- Étoile du courage
- Étoile de la vaillance militaire
- Médaille du jubilé d'or de la reine Élisabeth II
- Médaille du service méritoire
- Ordre du Canada
- Ordre du mérite militaire

### Médailles commémoratives des opérations de l'ONU
- Service des Nations unies (Corée)
- Force d'Urgence de l'ONU au Moyen-Orient - FUNUMO
- Force de l'ONU à Chypre - UNFICYP (Opération Snowgoose)
- Force d'Observation de l'ONU pour le Désengagement des Forces (Plateau du Golan) - FNUOD (Opération Danaca)
- Force d'Urgence de l'ONU en Égypte - FUNU
- Force de protection des Nations unies en Yougoslavie - FORPRONU (Opération Harmony 1 et 2 / Opération Cavalier)
- Force Intérimaire de l'ONU au Liban - FINUL
- Opération des Nations unies au Mozambique - ONUMOZ
- Opération des Nations unies en Somalie - ONUSOM
- Opération des Nations unies au Congo - ONUC
- Mission d'observation de l'ONU pour l'Inde et le Pakistan - UNIPOM
- Mission d'observation des Nations unies au Salvador - ONUSAL
- Mission préparatoire des Nations unies au Cambodge - MIPRENUC
- Mission d'Observation de l'ONU au Yémen - MONUY
- Mission des Nations unies pour l'organisation d'un référendum au Sahara occidental - MINURSO (Opération Python)
- Mission d'observation des Nations unies en Géorgie - MONUG
- Mission d'observateurs des Nations unies en Irak et au Kuwait - MONUIK
- Mission des Nations unies pour l'assistance au Rwanda - MINUAR
- Mission de vérification des Nations unies en Angola - UNAVEM II
- Autorité provisoire des Nations unies au Cambodge - APRONUC (Opération Marquis 1 et 2)
- Autorité exécutive temporaire des Nations unies - AETNU
- Groupe d'assistance des Nations unies pour la période de transition en Namibie (Opération Matador)
- Groupe d'observateurs des Nations unies en Amérique centrale (Opération Sultan) - (ONUAC)
- Groupe d'Observateurs Militaires de l'ONU pour l'Inde et le Pakistan - UNMOGIP
- Groupe d'observation des Nations unies au Liban - GONUL
- Groupe d'Observateurs Militaires de l'ONU pour l'Iran et l'Irak - GOMNUII
- Organisme des Nations unies chargé de la surveillance de la trêve - ONUST

### Médailles commémoratives des opérations de l'OTAN
Le 1er juillet 2004, L'OTAN a créé la médaille Non-Article 5 pour des mandats se déroulant dans les Balkans (Kosovo, Bosnie-Herzégovine).
+ l'Afghanistan
+ la Libye

### Décorations officielles françaises
La réglementation régit l'ordre dans lequel l'on cite et porte les décorations suivantes :
1. Légion d'honneur
2. Croix de la Libération
3. Médaille militaire
4. Ordre national du Mérite
remplace après 1963 :
Ordre du Mérite social
Ordre de la Santé publique
Ordre du Mérite commercial
Ordre du Mérite touristique
Ordre du Mérite artisanal
Ordre du Mérite combattant
Ordre du Mérite commercial et industriel
Ordre du Mérite postal
Ordre de l'Économie nationale
Ordre du Mérite sportif
Ordre du Mérite militaire
Ordre du Mérite du travail
Ordre du Mérite civil
Ordre du Mérite saharien
Ordre de l'Étoile noire
Ordre de l'Étoile d'Anjouan
Ordre du Nichan el Anouar
5. Médaille nationale de reconnaissance aux victimes du terrorisme
6. Croix de guerre 1914-1918
7. Croix de guerre 1939-1945
8. Croix de guerre des Théâtres d'opérations extérieurs
9. Croix de la Valeur militaire
10. Médaille de la Gendarmerie nationale
11. Médaille de la Résistance
12. Médaille des Palmes académiques
13. Médaille du mérite agricole
14. Médaille du mérite maritime
15. Médaille des Arts et des Lettres
16. Médaille des évadés
17. Croix du combattant volontaire 1914-1918
18. Croix du combattant volontaire et Croix du combattant volontaire 1939-1945
19. Croix du combattant volontaire de la Résistance
20. Médaille de l'Aéronautique
21. Croix du combattant
22. Médaille de la Reconnaissance française
23. Médaille d'Outre-Mer (anciennement Médaille coloniale)
24. Médaille de la Défense nationale
25. Médaille des services militaires volontaires

#### Autres décorations militaires
Citées sans ordre imposé :
- Médaille d'honneur des personnels civils relevant du ministère de la Défense
- Médaille d'honneur pour acte de courage et de dévouement
- Médaille de reconnaissance de la Nation
- Médaille interalliée 1914-1918
- Médaille commémorative du Maroc
- Médaille commémorative de la guerre 1914-1918
- Médaille commémorative d'Orient
- Médaille commémorative des Dardanelles
- Médaille commémorative de Syrie-Cilicie
- Médaille commémorative de Haute-Silésie
- Médaille commémorative des services volontaires dans la France libre
- Médaille commémorative de la guerre 1939-1945
- Médaille commémorative de la campagne d'Italie 1943-1944
- Médaille de la déportation et de l'internement pour faits de Résistance
- Médaille de la déportation et de l'internement politique
- Médaille commémorative de la campagne d'Indochine
- Médaille commémorative des opérations de l'O.N.U. en Corée 1952
- Médaille commémorative de la Force Intérimaire des Nations Unies au Liban
- Médaille du Service de santé des armées
- Médaille commémorative du Moyen-Orient 1956
- Médaille commémorative des opérations de sécurité et de maintien de l'ordre en Afrique du Nord
- Médaille commémorative française
- Médaille commémorative de la campagne d'Italie 1859
- Médaille commémorative de la campagne de Chine 1860
- Médaille commémorative de la campagne du Mexique 1862
- Médaille commémorative de la campagne du Tonkin 1885
- Médaille commémorative de la campagne de Madagascar 1883
- Médaille commémorative de la campagne du Dahomey 1892
- Médaille commémorative de la campagne du Soudan 1892
- Médaille commémorative de la campagne de Madagascar 1895
- Médaille commémorative de la campagne de Chine 1900-1901
- Médaille commémorative de la campagne du Maroc 1909
- Médaille commémorative de la guerre 1870-1871
- Médaille de Sainte-Hélène 1857
- Médaille commémorative de Crimée 1856

#### Autres décorations civiles
En France, le Bulletin officiel des décorations, médailles et récompenses publie les attributions des décorations, médailles et récompenses officielles :
- Médaille d'honneur de la famille française
- Médaille d'honneur du travail
- Médaille d'honneur pour acte de courage et de dévouement
- Médaille d'honneur des sapeurs-pompiers
- Médaille d'honneur de la police nationale
- Médaille d'honneur des affaires étrangères
- Médaille d'honneur des douanes
- Médaille d'honneur des Eaux et Forêts
- Médaille d'honneur de l'administration pénitentiaire
- Médaille d'honneur des personnels civils relevant du ministère de la Défense
- Médaille d'honneur régionale, départementale et communale
- Médaille d'honneur agricole
- Médaille d'honneur des chemins de fer
- Médaille de la jeunesse, des sports et de l'engagement associatif
- Médaille des mines
- Médaille du tourisme
- Médaille d'honneur des travaux publics

### Décorations italiennes
- Ordre militaire de Savoie
- Ordre civil de Savoie
- Ordre du Mérite de Savoie
- Ordre de la Couronne d'Italie
- Ordre des Saints-Maurice-et-Lazare
- Ordre suprême de la Très Sainte Annonciade
- Médaille de la Valeur Militaire

### Décorations japonaises
- Médailles Honorifiques
- Ordre du Chrysanthème
- Ordre du Trésor sacré
- Ordre du Milan d'Or
- Ordre du Soleil Levant
- Ordre de la culture (depuis 1937)

### Décorations du Monténégro
- Ordre de Danilo Ier, instaurée en 1853 par Danilo Petrović-Njegoš de Monténégro[1]
- Médaille d'or d'Milosh Obilitch, instaurée en 1847 par Petar II Petrović-Njegoš de Monténégro, pour la Bravoure
- Médaille d'argent pour la Bravoure, instaurée en 1841 par Petar II Petrović-Njegoš de Monténégro

### Décorations roumaines
- Ordre de l'Étoile de Roumanie
- Ordre de la Couronne
- Croix de la Vertu Militaire
- Croix de Michel le Brave

### Décorations russes

#### Ordres
- Ordre Impérial de Saint-André le Premier Nommé (Орден Святого апостола Андрея Первозванного), institué en 1698.
- Ordre de Saint Aleksandr Nievsky (Орден Святого Александра Невского), institué le 1er juin 1725.
- Ordre Impérial Militaire de Saint-Georges, martyr et victorieux [1ères, 2e, 3e et 4e classes] (Императорский Военный орден Святого Великомученика и Победоносца Георгия), institué le 7 décembre 1769.
- Ordre Impérial du Prince Saint-Vladimir, l'Egal des Apôtres [4 classes] (Императорский орден Святого Равноапостольного князя Владимира), institué le 3 octobre 1782.
- Ordre de Sainte-Anne [4 classes] (Орден Святой Анны), institué en 1797.
- Ordre de Saint-Jean de Jérusalem (Russie impériale) [3 classes] (Орден Святого Иоанна Иерусалимского (Мальтийский крест), institué le 29 novembre 1798.
- Ordre Impérial et Tsariste de Saint-Stanislav [3 classes] (Императорский и Царский орден Святого Станислава), institué en 1831.
- Ordre Impérial et Tsariste de l'Aigle Blanc, (Императорский и Царский орден Белого Орла), institué par l'Empire Russe en 1831, d'après un ordre polonais créé en 1325.
- Ordre « Virtuti Militari » (Pour le Mérite Militaire) (За воинскую доблесть), institué en Russie en 1831 et en Pologne le 22 juin 1792.

#### Médailles
- Croix de Saint-Georges, s'ajoute à l'Ordre de Saint-Georges, il en existe 4 classes, deux d'argent et deux d'or.
- Médaille de Saint-Georges, de deux classes différentes (argent et or).
- Médaille de Sainte-Anne (1796), incorporée à l'Ordre de Sainte-Anne.
- Médaille commémorative du centenaire de la Victoire de 1812.
- Médaille de la prise de Paris en 1814.
- Médaille « Année 1812 », pour les combattants pendant la Guerre Patriotique.
- Croix « Pour le service dans le Caucase » (1864).
- Médaille commémorative de la guerre contre le Japon (1904-1905).
- Médaille commémorative de la campagne de Chine (1900-1901).
- Médaille commémorative du règne de l’Empereur Alexandre III.
- Médaille commémorative du règne de l’Empereur Nicolas I.
- Médaille du Zèle (1801).
- Médaille commémorative de la guerre contre la Turquie dans le Caucase et la péninsule de Crimée (1853-1856), créée le 26 août 1856 par le Tsar Alexandre II.
- Médaille du Tricentenaire de la dynastie des Romanov (portée à titre héréditaire encore aujourd'hui), instituée le 21 février 1913 par le tsar Nicolas II de Russie.
- Médaille de l'expédition navale orientale (1904-1905), deux classes or et argent.
- Médaille commémorative du cinquantenaire de la défense de Sévastopol (1903).
- Médaille de la conquête de la Tchétchénie et du Daghestan (1857-1859).
- Médaille des campagnes d'Asie-Centrale (1898).
- Médaille des campagnes en Perse (1828).
- Médaille de la guerre Turco-égyptienne (1833).
- Médaille de la Croix-Rouge de la guerre Russo-japonaise (1906).
- Médaille commémorative de la guerre contre la Turquie de 1877-1878 (1878).
- Médaille de la conquête du Khan de Khokand (1876).
- Médaille commémorative de la bataille de Lesnaya.
- Médaille commémorative de la bataille de Kalish (1706).
- Médaille de la Mobilisation Générale (1915), dernière décoration créée par l'Empereur Nikolaï Aleksndrovitch.

### Décorations serbes
- Médaille de la Vertu Militaire
- Étoile de Karageorges
- Ordre de l'Aigle Blanc
- Médaille de la Bravoure

### Décorations soviétiques

#### Médailles militaires
(entre parenthèses la date où la décoration a été instituée)

##### Médailles commémorant la défense des grandes villes d'Union Soviétique
- Médaille pour la Défense de Léningrad (22 décembre 1942).
- Médaille « Pour la Défense de Moscou » (1er mai 1944).
- Médaille « Pour la Défense d'Odessa » (22 décembre 1942).
- Médaille « Pour la Défense de Sévastopol » (22 décembre 1942).
- Médaille « Pour la Défense de Stalingrad » (22 décembre 1942).
- Médaille « Pour la Défense de Kiev » (21 juin 1961).
- Médaille « Pour la Défense du Caucase » (1er mai 1944).
- Médaille « Pour la Défense des Territoires Polaires » (5 décembre 1944).

##### Médailles commémorant la Capture ou la Libération des grandes villes étrangères par l'Armée Rouge
- Médaille « Pour la Libération de Prague » (9 juin 1945).
- Médaille « Pour la Libération de Belgrade » (21 juin 1961).
- Médaille « Pour la Libération de Varsovie » (9 juin 1945).
- Médaille « Pour la Capture de Berlin » (9 juin 1945).
- Médaille « Pour la Capture de Koenigsberg » (9 juin 1945).
- Médaille « Pour la Capture de Vienne » (9 juin 1945).
- Médaille « Pour la Capture de Budapest » (9 juin 1945).

##### Médailles Commémoratives
- Médaille de la Victoire sur l'Allemagne dans la Grande Guerre Patriotique (9 mai 1945).
- Médaille de la Victoire sur le Japon (30 septembre 1945).
- Médaille de Vétéran Internationaliste (Guerre d'Afghanistan).

##### Médailles de la Valeur, de l'Armée et de la Flotte
- Médaille du Service Combattant (17 octobre 1938).
- Médaille de la Bravoure (17 octobre 1938).
- Médaille d'Ouchakov (3 mars 1944).
- Médaille de Nakhimov (3 mars 1944).
- Médailles de Partisan de la Grande Guerre Patriotique (2 février 1943).

##### Médailles commémorant la Victoire de 1945
- Médaille du 20e Anniversaire de la Victoire dans la Grande Guerre Patriotique (7 mai 1965).
- Médaille du 30e Anniversaire de la Victoire dans la Grande Guerre Patriotique (25 avril 1975).
- Médaille du 40e Anniversaire de la Victoire dans la Grande Guerre Patriotique (12 avril 1985).

(Il faut noter que la médaille pour le 30e anniversaire existe en 2 versions, une pour les combattants et une pour les travailleurs du front et celle du 40e anniversaire comporte une troisième version pour les étrangers)

##### Médailles commémorant la création des Forces Armées de l'Union Soviétique
- 20e Anniversaire de la création de l'Armée rouge des Travailleurs et des Paysans (24 janvier 1938).
- 30e Anniversaire de l'Armée et de la Flotte Soviétiques (18 février 1948).
- 40e Anniversaire des Forces Armées Soviétiques (18 décembre 1957).
- 50e Anniversaire des Forces Armées Soviétiques (26 décembre 1967).
- 60e Anniversaire des Forces Armées Soviétiques (28 janvier 1978).
- 70e Anniversaire des Forces Armées Soviétiques (28 janvier 1988).

##### Médailles de Service dans les Forces Armées, le KGB, le MVD et le MOOP
- 10 ans de Service Irréprochable (25 janvier 1958).
- 15 ans de Service Irréprochable (25 janvier 1958).
- 20 ans de Service Irréprochable (25 janvier 1958).
- Médaille de Vétéran des Forces Armées de l'U.R.S.S. (20 mai 1976).
- Médaille du Service Distingué dans la Surveillance des Frontières d'État de l'U.R.S.S. (13 juillet 1950).
- Médaille du Service Distingué dans le Maintien de l'Ordre Public (1er novembre 1950).

##### Médailles diverses
- Médaille Pour le renforcement de l'Alliance Militaire (25 mai 1979).
- Médaille commémorative des 50 ans de la Milice soviétique (20 novembre 1967).
- Médaille du Service Militaire Distingué (1re et 2e classes) (28 octobre 1974).

#### Décorations civiles

##### Médailles Principales
- Médaille du Travail Courageux (27 décembre 1939).
- Médaille du Travail Distingué (27 décembre 1938).
- Médaille du Travail Héroïque durant la Grande Guerre patriotique (6 juin 1945).
- Médaille de la Bravoure dans le Combat contre le Feu (31 octobre 1957).
- Médaille du Sauvetage des Noyés (16 février 1957).
- Médaille de Vétéran du Travail (18 janvier 1974), cette médaille a été la plus distribuée, avec plus de 36 000 000 de récipiendaires.

##### Médailles du développement et de la mise en valeur des territoires
- Médaille de la Restauration des Mines du Donbass (10 septembre 1947).
- Médaille de la Reconstruction des Entreprises Métallurgiques de Fer du Sud (18 mai 1948).
- Médaille du Développement des Terres Vierges (20 octobre 1956).
- Médaille du Développement des régions des Terres Non-noires de l'U.R.S.S. (30 septembre 1977).
- Médaille du Développement des Complexes Pétrochimiques de Sibérie occidentale (28 juillet 1978).
- Médaille de la Construction de la Ligne du Baïkal-Amour-Magistral (8 octobre 1976).

##### Médailles Commémoratives
- Médaille du 100e Anniversaire de V. I. Lénine (5 novembre 1969), il en existe trois modèles, pour les civils, les militaires et les étrangers.
- Médaille Commémorative des 800 ans de Moscou (20 septembre 1947).
- Médaille Commémorative des 250 ans de Léningrad (19 may 1957).
- Médaille Commémorative des 1500 ans de Kiev (10 may 1982).

##### Médailles de la Maternité
- Médaille de la Maternité de 1re Classe (8 juillet 1944), pour 6 enfants.
- Médaille de la Maternité de 2e Classe (8 juillet 1944), pour 5 enfants.

## Renvoi de décoration
Le renvoi de décoration n'est pas illégal mais, comme celui des livrets militaires, il est une forme de protestation politique et / ou éthique.
Jean-Pierre Lanvin s'engage en 1944 dans un maquis du Morvan puis comme volontaire dans la 1re armée française (Rhin et Danube). Il participe aux campagnes des Vosges, d'Alsace et d'Allemagne. Il reçoit la Croix de guerre. Il la renverra pendant la guerre d'Algérie pour protester contre le bombardement de Sakiet Sidi Youssef.

Le 28 mai 1972, Andrée Georgevail, qui arbore ses décorations, est interpellée pour sa participation à une manifestation du Groupe d'action et de résistance à la militarisation. Elle écrit ensuite au président de la chambre des appels correctionnels :
« Pourquoi ai-je été relâchée trois heures après, alors que mon coéquipier était gardé jusqu'à 10 heures du soir, et que les porteurs de banderole étaient gardés à vue 48 heures, tandis que les distributeurs de tracts restaient 6 jours en prison ? Est-ce à la Croix de Combattant Volontaire de la Résistance et à ma Croix de guerre T.O.E. que je dois ce régime de faveur ? S'il en était ainsi, je serais prête à les rendre publiquement car il ne me convient pas d'être « protégée ». Je suis parfaitement solidaire de toutes les actions que mènent le G.A.R.M. et le Groupe des Insoumis. »

En 1978, Roger Garaudy témoigne au Havre, au procès de Fanch Hénaff, un objecteur de conscience inculpé de « refus de carte du service national ». Il déclare au président du tribunal :
« Je vous remets ma médaille militaire, ce qui fut autrefois le symbole de la liberté, ma croix de guerre avec deux citations car si Fanch Hénaff était condamné, elle n'aurait plus aucun sens. Vous en ferez ce que vous voudrez. »

## Sources
- Article « Décorations », Règles typographiques, Imprimerie Nationale (2002).
- Bruno Dumons (dir.), La fabrique de l'honneur. Les médailles et les décorations en France (XIXe-XXe s.), Presses universitaires de Rennes, 2009, 200 p.